# Мајо Доко
Мајо Доко (јап. 土光 真代; 3. мај 1996) јапанска је фудбалерка.

## Репрезентација
За репрезентацију Јапана дебитовала је 2018. године.

## Статистика
| Јапан  | Јапан | Јапан |
| Год.   | Ута.  | Гол.  |
| ------ | ----- | ----- |
| 2018   | 1     | 0     |
| Укупно | 1     | 0     |